# Альсгайм
Альсгайм (нім. Alsheim) — громада в Німеччині, розташована в землі Рейнланд-Пфальц. Входить до складу району Альцай-Вормс. Складова частина об'єднання громад Айх.
Площа — 15,54 км2. Населення становить 2861 ос. (станом на 31 грудня 2020).